# Ан-10
Ан-10 (По кодификации НАТО: Cat — «Кот») — советский среднемагистральный, турбовинтовой пассажирский самолёт 2-го класса. Создан под непосредственным руководством Олега Константиновича Антонова.

## История создания, производства и службы
Разработка нового четырёхдвигательного пассажирского самолёта «У» («Универсальный»), предназначенного для эксплуатации на авиалиниях протяжённостью от 500 до 2000 км, началась в ОКБ-153 в конце 1955 года в соответствии с постановлением правительства от 30 ноября 1955 года. Заданием предусматривалось применение двигателей НК-4 или ТВ-20 (АИ-20). В мае 1956 года состоялась защита эскизного проекта. Уже через пять месяцев был утверждён макет самолёта.
Первый полёт опытный самолёт Ан‑10, получивший собственное имя «Украина», совершил 7 марта 1957 года экипаж в составе командира Я. И. Верникова, второго пилота В. А. Шевченко, штурмана П. В. Кошкина, бортмеханика А. В. Калиничина, бортэлектрика И. Д. Евтушенко и ведущего инженера по испытаниям А. П. Эскина, с аэродрома Киевского авиазавода в Святошине. Посадку самолёт произвёл на военном аэродроме в Борисполе. В июле 1957 года в аэропорту Внуково состоялась демонстрация самолёта советскому руководству. К концу года был выпущен первый серийный экземпляр Ан-10. А в ноябре 1958 года начались эксплуатационные испытания первых серийных машин, поступивших в Украинское территориальное управление ГВФ — им пришлось возить грузы и почту. По итогам государственных испытаний, завершившихся в июне 1959 года, машину допустили к перевозке пассажиров.
27 апреля 1959 года Ан‑10 выполнил свой первый технический рейс, а ровно через месяц состоялся рекламный полёт по маршруту Киев—Москва—Тбилиси—Адлер—Харьков—Киев. 22 июля 1959 года началась эксплуатация самолёта на трассе Москва—Симферополь. Согласно расчётам, Ан‑10 в те годы был в числе самых рентабельных самолётов: стоимость перевозки одного пассажира была значительно ниже, чем на Ту-104А, главным образом, из-за большей пассажировместимости и меньшем расходе топлива турбовинтовыми двигателями. Хотя и общая неприхотливость самолета играла не последнюю роль.
Производился с 1957 по 1960 год на авиазаводе № 64 в Воронеже. Всего там выпущено 108 самолётов: в 1957 году — один, в 1958 году — 20, в 1959 году — 46 и в 1960 году — 41 (первые 16 серий — по три машины; последующие 10 — по шесть). Конструкция фюзеляжа почти полностью совпадает с конструкцией фюзеляжа Ан‑12. Главное отличие — задняя часть самолёта выполнена как часть салона для перевозки пассажиров. В средней части фюзеляжа вместо грузовой кабины Ан‑12 находится пассажирский салон, передняя часть самолёта с кабиной экипажа практически полностью идентична передней части Ан‑12. Кабина экипажа герметична и отделена от герметичного пассажирского салона гермопереборкой (в связи с унификацией производства Ан‑10 и Ан‑12, который имел негерметичную грузовую кабину). Конструкция Ан‑10 позволяла при необходимости (например, в случае войны) сравнительно легко превратить его в грузовой самолёт, практически полностью аналогичный Ан‑12 путём простой замены хвостовой части фюзеляжа (вместе с горизонтальным и вертикальным оперением). Для проверки реальности этой концепции один экземпляр Ан‑10 успешно переоборудовали в грузовой самолёт.
«Аэрофлот» стал единственной авиакомпанией, эксплуатировавшей Ан-10 — несмотря на попытки продать самолёт за рубеж, покупателей на него не нашлось. Украинское управление обладало крупнейшим парком Ан-10, а в период 1959—61 годов новые машины вошли и в состав подразделений, базирующихся в Минске, Кишиневе, Сыктывкаре, Куйбышеве, Ростове-на-Дону, Иркутске и Хабаровске. Обучение и переучивание экипажей обеспечивала Школа высшей лётной подготовки. Первые годы эксплуатации Ан-10 были омрачены рядом катастроф, главной (или даже единственной) причиной которых был сам самолёт. После доработок, проведённых КБ Антонова и авиазаводом, самолёт наконец-то начал демонстрировать свои лучшие стороны — нетребовательность к аэродромам (зачастую использовал грунтовые ВПП), просторный пассажирский салон, сравнительно высокую экономичность.
После авиакатастрофы Ан‑10А борт 11215 (заводской номер 0402502, на момент катастрофы имел 15 435 часов и 11 106 посадок) 18 мая 1972 года (в ней погиб популярный эстрадный артист Виктор Чистяков), полёты самолётов в «Аэрофлоте» были прекращены до результатов расследования. Для расследования причин и обстоятельств катастрофы, а также оценки всей программы производства и эксплуатации Ан‑10 была создана Госкомиссия во главе с зампредом военно-промышленной комиссии при СовМине Н. С. Строевым, включавшая представителей МГА, ЦАГИ, ОКБ-153, ОКБ-240 и ОКБ-156. Комиссия пришла к выводу, что причиной аварии стало разрушение центроплана в результате усталости металла, что также подтверждается критическим отношением к машине со стороны одного из создателей Е. А. Шахатуни, которая занималась в КБ вопросами прочности; по её мнению, самолёт не был доведён до необходимого уровня надёжности, так как все тестирование на прочность фюзеляжа проводилось в СибНИИА, но не было более тщательного тестирования в ЦАГИ, занятого продувкой моделей КБ Ильюшина и Туполева, а значит, не были досконально изучены нагрузки, возникающие при взлёте, посадке, наборе высоты, пробеге и торможении. Заключение о прочности Ан‑10, выданное 5 февраля 1971 года, устанавливало безопасный эксплуатационный ресурс модификаций Ан‑10 в виде 20 000 часов и 12 000 посадок.
Мнения комиссии по поводу дальнейшей судьбы самолёта разделились. Объективная информация о потерпевшем катастрофу самолёте (налёт на дату — 15 483 часа, 11 105 посадок) и характер разрушений говорили о том, что причина кроется в длительной эксплуатации, поэтому представители «Аэрофлота» предлагали приостановить эксплуатацию лишь тех Ан‑10, чей налёт превышал 10 000 часов, а эксплуатацию остальных продолжить до достижения указанной отметки налётов или возможных конструктивных решений. Позиция и экспертное мнение представителей ЦАГИ заключалось в том, что даже остаточная прочность изученных фрагментов самолёта позволяла предположить безопасное продолжение полёта, а к аварии привела ошибка пилотов, и нужды в остановке и запрете полётов всех Ан‑10 нет. Особой была позиция специалиста ЛИИ В. П. Васина, настаивавшего на запрете Ан‑10 и в качестве довода приводившего катастрофу Ан‑10 (борт 8400701) под Ворошиловоградом 31 марта 1971 года, причина которой не была установлена, однако активно обсуждалась версия о вероятности возникновения вибрации по типу элеронного флаттера после регламентных работ на элероне, усугублённого наличием усталостных трещин.
Версия с разрушением цельнолитых компонентов подтвердилась, когда в КБ были разобраны два самолёта Ан‑10А (заводской номер 0402501 и 0402605), однако дальнейшие статические испытания на опытном заводе № 49 и последующие 148 полётов с перегрузками показали, что предположительно ставшие причиной аварии элементы фюзеляжа оставались целыми, и их окончательное разрушение произошло лишь через ещё 103 полёта.
27 августа 1972 года по Приказу № 032 Министерства гражданской авиации были списаны 40 из 67 самолётов Ан‑10 (ещё 11 эксплуатировалось ВВС СССР), а остальные переданы Министерству авиационной промышленности (что означало отказ продолжать эксплуатацию Ан‑10 в «Аэрофлоте»). Приказ Министерства авиационной промышленности (МАП) № 410 от 5 ноября 1972 года передавал 25 самолётов в эксплуатацию производственным предприятиям для грузовых перевозок (после необходимых конструкционных изменений). В 1973 году такие изменения были произведены лишь для трёх самолётов, и в 1974 году полёты всех Ан‑10 в МАП прекратились. Один из последних полётов совершил борт СССР-11213, когда 14 января 1976 года его перегнали в музей авиации в Монине. Большинство самолётов ранее было утилизировано, оставшиеся поступили в качестве учебных пособий в ВУЗы, а несколько стали детскими кинотеатрами — в Киеве (Севастопольская площадь, по дороге к аэропорту «Жуляны»), Самаре (парк Гагарина), Новочеркасске, Комсомольске-на-Амуре, Кемерово (парк «Антошка»), в Воронеже (парк Танаис), в Ростове-на-Дону (парк им Островского Н. А. рядом с детским Автогородком), Таганроге (район Центрального рынка), во Львове (в сквере на перекрёстке улиц Стрийской и Научной), в Кишинёве (в парке «Долина роз» района Ботаника с 1977 по 1995 год борт 11161 использовался как детское кафе «Лайнер»). В Казани (парк имени Урицкого) Ан-10 «Антошка» использовался в качестве детского кафе и кинотеатра с 1970-х до 1980-х годов. В Харькове в ПКиО «50 лет СССР» один из списанных самолётов АН-10 (борт 11143) выполнял роль зала игровых автоматов, а кабина пилотов была открыта для экскурсионных посещений в Кривом Роге (парк Гагарина). В Липецке самолёт был переоборудован под кинотеатр, затем — в тир. В Краснодаре до конца 1980-х годов списанный Ан-10 стоял в Первомайской (ныне Чистяковской) роще на детской площадке; использовался в качестве кинотеатра. Остатки этого самолёта до сих пор хранятся во дворе частного домовладения на улице Береговая.
В ВВС СССР несколько Ан-10 продолжали эксплуатироваться до начала 1980-х годов (в частности, на аэродроме Клоково в Туле).

### Итоги эксплуатации
К 1971 году самолёты Ан-10 перевезли свыше 35 млн пассажиров и 1,2 млн тонн грузов. Тем самым они вышли на первое место в СССР по пассажирообороту. За время эксплуатации по разным причинам произошло 12 аварий и катастроф, в которых погибли 370 человек. А с разработанным и эксплуатировавшимся в это же время (с 1959 по 1973 год) Ил-18 — 51 авария или катастрофа и погибло 1359 человек. При этом Ан-10 эксплуатировался в гораздо более тяжёлых условиях — в книге В. А. Моисеева приводится история, рассказанная неназванным аэрофлотовцем начальнику конструкторского отдела ГСОКБ-473 Н. С. Трунченкову: «Машины такого же класса, Ил‑18, садятся на хороших аэродромах и на них меньше шансов для всяких неприятностей, а в случае надобности можно как-то помочь. А вашу „десятку“ мы гоняем по всяким дырам и всегда боимся: чем это кончится?», далее приводится один из случаев эксплуатации Ан‑10 с посадкой на высохшую после дождей разбитую грунтовую площадку, «сильно смахивающую на тёрку; боялись за язык и зубы».
Опыт разработки и эксплуатации Ан‑10 сыграл важную роль в судьбе его «брата-близнеца» — транспортного самолёта Ан-12.

## Эксплуатанты Ан-10 (на 1966 год)
- «Аэрофлот»

Управления гражданской авиации (базовые аэропорты):
Украинское (Киев, Львов, Харьков)
Белорусское (Минск)
Молдавское (Кишинев)
Коми (Сыктывкар)
Приволжское (Куйбышев)
Северо-Кавказское (Ростов-на-Дону)
Восточно-Сибирское (Иркутск)
Дальневосточное (Хабаровск до 1965 г.)
учебных заведений (Ульяновская ШВЛП)
Гос НИИ ГА
- ВВС СССР

Военно-транспортная авиация
отдельные смешанные полки ВВС
- Лётная служба МАП

лётные отряды предприятий МАП

## Техническое описание
Ан-10 — свободнонесущий высокоплан цельнометаллической конструкции, с однокилевым вертикальным оперением и убирающимся шасси. Крыло — трапециевидное, двухлонжеронное. Состоит из центроплана, двух средних и двух крайних отъёмных частей. По своей аэродинамической компоновке крыло аналогично Ан-8, но отличается отклонёнными вниз на угол в 3° концевыми частями. В межлонжеронной части размещены мягкие топливные баки. Механизация крыла состоит из двухщелевых закрылков и интерцепторов. На двухсекционных элеронах установлены триммеры — сервокомпенсаторы. Силовая установка представлена четырьмя установленными на крыле турбовинтовыми двигателями. Экипаж состоит из семи человек: командир корабля, второй пилот, штурман, радист, бортмеханик и два бортпроводника.

### Аэродинамическая схема
Четырёхмоторный высокоплан с однокилевым оперением. На всех выпущенных машинах изначально стояли две вертикальные шайбы по краям горизонтального оперения для повышения путевой устойчивости. В дальнейшем в процессе плановых доработок при капремонтах на всех самолётах шайбы были демонтированы, а для обеспечения путевой устойчивости устанавливались два подфюзеляжных гребня.

### Фюзеляж
Балочно-стрингерный полумонокок круглого сечения. Состоит из 110 стрингеров и 68 шпангоутов. Общая длина фюзеляжа — 34 м, максимальный диаметр — 4,1 м. Технологически фюзеляж разделён на четыре отсека. Первые три отсека состыкованы между собой болтами, хвостовой отсек присоединён посредством дюралюминиевых лент и заклёпок. От носка до 60-го шпангоута фюзеляж герметичен. Остекление фонаря штурмана выполнено из оргстекла толщиной 12 мм, а фонаря лётчиков — 18 и 24 мм. Пассажирская кабина разделена на три части: передний, средний и задний пассажирские салоны. В самолёте есть три купе: два между передним и средним пассажирскими салонами, и один в конце кабины. Также между первыми двумя салонами размещаются передний входной тамбур, буфет и багажник, а между средним и задним — задний входной тамбур, гардероб и туалет. Максимальная ширина пассажирских салонов — 3,9 м, а высота — 2,6 м. На левом борту фюзеляжа расположены две пассажирские двери, а на правом — два грузовых люка. Кроме того, имеются пять аварийных люков. Под полом пассажирских помещений находятся: отсек убранного положения передней опоры шасси, передний грузовой отсек, отсек убранного положения основных колёс шасси, задний грузовой отсек, три подпольных багажника, доступ в которые осуществляется через люки в полу, и отсек хвостовой опоры.

### Крыло
Конструкция крыла — двухлонжеронная, кессонного типа. Технологически разделена на пять частей: центроплан, две средние (СЧК) и две консольные (КЧК) части. По всему размаху задней кромки КЧК располагается двухсекционный элерон, имеющий внутреннюю весовую балансировку. Каждая его секция навешена на двух кронштейнах. Корневая секция оснащена триммером-сервокомпенсатором. Общая площадь элеронов — 7,84 м², углы отклонения — 25° (вверх) и 15° (вниз). Весь размах задней кромки СЧК занимает выдвижной двухщелевой закрылок с дефлектором. Закрылок подвешен на пяти монорельсах при помощи кареток и приводится в движение двумя винтовыми подъёмниками. Общая площадь закрылков — 26,5 м², углы отклонения — 25° (на взлёте) и 33° (на посадке). Для улучшения поперечной управляемости самолёта внутри хвостовых частей СЧК, установлены пластинчатые элероны-интерцепторы, выдвигаемые из крыла вверх при отклонении вверх ближайшего к ним элерона. В кессонах центроплана и СЧК располагаются мягкие топливные баки. Внутренние полости этих кессонов облицованы листами из стеклотекстолита.

### Оперение
Свободнонесущее, состоит из стабилизатора с рулём высоты, киля с рулём направления, форкиля, подфюзеляжного гребня и двух закреплённых на концах стабилизатора шайб. Площадь горизонтального оперения — 26,1 м², вертикального оперения — 17,63 м², одной шайбы — 4,0 м², форкиля — 3,63 м², гребня — 2,75 м². Рули однолонжеронной конструкции. Площадь руля высоты — 7,1 м², углы отклонения — 28° (вверх) и 13° (вниз). Каждая половина руля высоты навешена на четырёх кронштейнах и оснащена триммером. Площадь руля направления — 7,85 м², углы отклонения — ±24,5°. Руль направления имеет пять узлов навески, на нём установлены триммер и пружинный сервокомпенсатор. Рули, триммеры и сервокомпенсатор выполнены с аэродинамической компенсацией и весовой балансировкой. Обшивки триммеров и сервокомпенсатора полотняные.

### Шасси
Включает четыре опоры: переднюю, две основные и хвостовую предохранительную. База шасси — 9,58 м, колея — 4,92 м. Основные опоры шасси, когда убираются, поворачиваются к оси симметрии самолёта, а передняя и хвостовая — назад по полёту. Основная и передняя опоры состоят из: телескопической амортизационной стойки, четырёхколесной тележки (основная) и двух сблокированных колёс (передняя), складывающегося подкоса, цилиндра уборки-выпуска, замков и механизма управления створками. Также в состав основной опоры входит стабилизирующий амортизатор и подкосная ферма. Передняя опора — управляемая, потому её состав дополнен рулевым цилиндр-демпфером и механизмом поворота со следящей системой. Хвостовая опора состоит из щитка, вильчатого подкоса, амортизатора и электромеханизма уборки-выпуска. Все опоры оснащены азотно-масляными амортизаторами. Колёса основных опор КТ-77 размером 1050×300 мм снабжены дисковыми тормозами и инерционными антиюзовыми датчиками УА-23/2. Передние колёса К2-92/1 без тормозов, размером 900×300 мм, они могут поворачиваться на угол ±35° от штурвала либо на угол ±9° от педалей управления. Пневматики колёс полубалонного типа. Давление в пневматиках основных колёс — 6,5 кгс/см, передних — 5,0 кгс/см.

### Силовая установка
Состоит из четырёх турбовинтовых двигателей АИ-20 с металлическими четырёхлопастными воздушными винтами АВ-68И изменяемого шага. Двигатель АИ-20 — одновальный турбовинтовой авиадвигатель с осевым 10-ступенчатым компрессором, кольцевой камерой сгорания, трёхступенчатой турбиной, планетарным редуктором, нерегулируемым реактивным соплом. Мощность двигателя на взлётном режиме — 4000 л. с. Двигатель снабжён системой автоматического регулирования, поддерживающей постоянное число оборотов ротора на всех рабочих режимах. Управление двигателем — механическое, проводка от рычагов управления двигателем — тросовая. Двигатели запускаются стартер-генераторами СТГ-12ТМ. Двигатель располагается в мотогондоле перед крылом. Двигатель крепится к силовому шпангоуту гондолы при помощи рамы с амортизаторами. Шпангоут при помощи фермы и двух подкосов закреплён на переднем лонжероне СЧК.

### Воздушный винт
Винт АВ-68И — тянущий, левого вращения, флюгируемый, диаметром 4,5 м. Флюгирование его производится вручную (бортмехаником) либо системой автоматического флюгирования. Вывод винта из флюгерного положения принудительный. Перевод лопастей на минимальный установочный угол при пробеге после посадки обеспечивает дополнительное торможение самолёта за счёт авторотации винта.

### Топливная система
Включает 22 мягких бака, расположенных внутри кессонов центроплана и СЧК. Двигатели питаются топливом из своего полукрыла. Правые и левые группы баков соединены между собой трубопроводом с краном кольцевания. Общая ёмкость топливных баков — 14 270 л. На самолёте применяется авиационное топливо Т‑1, ТС‑1 и Т‑2. На верхней поверхности крыла есть заливные горловины для заправки баков самотёком, либо это можно делать централизованно под давлением через заправочный штуцер в передней части правого обтекателя шасси. В полёте система нейтрального газа заполняет надтопливное пространство углекислым газом, а также эта система используется в качестве дополнительного средства пожаротушения.

### Маслосистема
Каждый двигатель имеет автономную маслосистему, с ёмкостью маслобака 58 л, которая обеспечивает подачу масла для смазки и охлаждения двигателя, управления воздушным винтом, работы ИКМ и системы регулирования. Под воздухозаборником мотогондолы установлен сотовый, регулируемый маслорадиатор.

### Противопожарная система
Состоит из шести огнетушителей ОС-8М, системы сигнализации о пожаре ССП-2А, трубопроводов и распылительных коллекторов. Все огнетушители объединены в три очереди по два в каждой. Первая очередь разряжается в угрожаемый отсек автоматически по сигналу датчиков ССП, остальные включаются командиром судна. При аварийной посадке самолёта от концевиков на нижней поверхности фюзеляжа срабатывают все огнетушители, направляя огнегасящий состав во все отсеки. Противопожарной системой оснащены топливные отсеки крыла и гондолы двигателей.

### Система управления
Механическая, безбустерная. Управления рулями и элеронами осуществляется жёсткими тягами, к ним подключены рулевые машинки РА5-ВП автопилота АП-28Д. В системе управления рулями высоты установлены пружинные загружатели. Проводки управления триммерами рулей высоты и механизмами стопорения — тросовые. Управление триммерами элеронов и рулей направления — электродистанционное. Пластинчатые элероны-интерцепторы подсоединены к тягам управления элеронами. Самолёт оснащён механической системой стопорения на земле рулей и элеронов, сблокированной с системой управления двигателями.

### Гидравлическая система
Состоит из двух независимых систем — правой и левой. Каждая система работает от двух гидронасосов, установленных, соответственно, на правых и левых двигателях. Объём каждой гидросистемы — 60 л. Номинальное рабочее давление — 150 кгс/см². Гидросистема заправляется минеральным маслом АМГ-10. При отказе обеих систем отдельные гидроагрегаты работают от ручного насоса. При необходимости в ручном насосе предусмотрена возможность использования топлива в качестве рабочей жидкости.
Правая гидросистема предназначена для привода закрылков, основной уборки-выпуска шасси, управления передней опорой шасси, питания приводов стеклоочистителей и рулевых машинок автопилота, аварийного торможения колёс и управление нижним аварийным люком.
Левая система служит для привода закрылков, основного торможения колёс, флюгирования винтов, управления нижним аварийным люком, аварийной уборки-выпуска шасси и аварийной остановки двигателей.
С помощью ручного насоса можно обеспечить выпуск закрылков, раздельный выпуск шасси, создание давления в левой системе с одновременной зарядкой её гидроаккумулятора, заполнение гидрожидкостью баков обеих систем и её перекачка из одного бака в другой.

### Электросистема
Обеспечивает питание постоянным током напряжением 27 В, переменным однофазным током 115 В 400 Гц и трёхфазным током 36 В. На каждом из четырёх двигателей установлено по два стартер-генератора СТГ‑12ТМ, которые служат основными источниками постоянного тока, а резервными — семь аккумуляторных батарей 12‑САМ‑28, расположенных в обтекателях шасси. Также на двигателях установлены по одному генератору СГО‑12 для обеспечения потребителей переменным однофазным током. Резервным источником переменного однофазного тока служит преобразователь ПО‑750, подключённый к сети постоянного тока. Два преобразователя ПТ-500Ц (основной и резервный) и один преобразователь ПАГ-1ФП служат источниками переменного трёхфазного тока. Распределительные сети постоянного и переменного однофазного тока — однопроводные, трёхфазного тока — трёхпроводная с изолированным нулём. Аэродромное питание постоянным и переменным однофазным током осуществляется через соответствующие разъёмы, находящиеся в задней части правого обтекателя шасси. При неработающих двигателях и отсутствии соответствующего аэродромного питания преобразователь ПО‑750 используется для опробования на земле потребителей переменного однофазного тока.

### Радиооборудование
Радиооборудование самолёта предназначено для осуществления двухсторонней телефонной и телеграфной связи с землёй и между самолётами в воздухе, внутрисамолётной телефонной связи, а также для того чтобы решать навигационные задачи по самолётовождению и заходить на посадку в сложных метеоусловиях днём и ночью.
В состав радиосвязного оборудования входит: самолётное переговорное устройство СПУ-6; командная УКВ-радиостанция РСИУ‑4П; командно-резервная KB‑радиостанция РСБ‑5 с блоком СВБ‑5 и приёмником УС-8 и радиостанция 1‑РСБ‑70 с блоком БСВ‑70 и приёмником РПС.
Радионавигационное оборудование состоит из приёмоиндикатора местоположения самолёта в гиперболической системе координат, аппаратуры слепой посадки СП-50, радиовысотомера РВ-2 с сигнализатором С-2В, двух автоматических радиокомпасов АРК-5 и маркерного приёмника МРП-56П.
Также на борту есть панорамный радиолокатор РБП-3. Блоки радиооборудования питаются от сетей постоянного и переменного однофазного тока.

### Пилотажно-навигационное оборудование
Обеспечивает определение местоположения и курса самолёта и полёт по заданному маршруту. Пилотажно-навигационное оборудование (ПНО) облегчает пилотирование самолёта в сложных метеоусловиях и ночью. ПНО состоит из электрогидравлического автопилота АП-28Д, гирополукомпаса ГПК-52, дистанционного компаса ГИК-1, астрокомпаса ДАК-ДБ-5, магнитных компасов КИ-13, авиагоризонтов АГБ-2, указателя поворота ЭУП-53, навигационного индикатора НИ-50БМ, барометрического высотомера ВД-10 (либо ВД-20), вариометра ВАР-30-3, комбинированного указателя скорости КУС-1200, термометра наружного воздуха ТНВ-15 и часов АЧХО.

### Противообледенительная система
Состоит из воздушно-тепловой и электротепловой систем.
Тёплый воздух отбирается от компрессоров двигателей и поступает в воздушнотепловую противообледенительную систему (ПОС), которая защищает от обледенения носки крыла, передние кромки воздухозаборников мотогондол и воздуховоздушного радиатора системы кондиционирования воздуха, туннели маслорадиаторов. Также тёплым воздухом обдуваются стёкла фонарей штурмана и лётчиков для предотвращения их запотевания.
Электротепловая ПОС защищает лопасти винтов, носки киля, стабилизатора и шайб, приёмники воздушного давления и передние триплексные стёкла фонарей.

### Система кондиционирования воздуха
Воздух, отбираемый от компрессоров двигателей, охлаждается в воздушном радиаторе и при необходимости — в турбохолодильнике, установлены в левом обтекателе шасси, далее через коллекторы распределяется по кабине и салонам. Для отопления пассажирских салонов воздух поступает в вертикальные каналы между шпангоутами фюзеляжа и нагревает/охлаждает панели внутренней облицовки салонов. Кабина экипажа отапливается воздухом, подводимым к стёклам фонарей. Система кондиционирования воздуха обеспечивает избыточное давление 0,5 кгс/см² при высоте полёта свыше 5200 м и равномерное распределение температуры в пределах +18…+24 °C.

### Кислородное оборудование
Обеспечивает кратковременное питание кислородом всех членов экипажа и в случае необходимости — отдельных пассажиров. Рабочие места экипажа оснащены стационарными кислородными приборами КП-24М с масками КМ-16Н. Пассажиры пользуются переносными кислородными приборами КП-21 с масками КМ-15М и баллонами КБ-3, которые во время полёта подзаряжаются от стационарных баллонов КБ-1. При разгерметизации кабины кислородное питание всех членов экипажа обеспечивается в течение 15—20 минут.

### Пассажирское оборудование
Пассажирские салоны оборудованы сдвоенными и строенными блоками мягких кресел. Продольный шаг кресел составляет 900—930 мм. Средняя ширина прохода между блоками кресел 410 мм. Спинка кресла — регулируемая. Каждое место оснащено индивидуальным светильником, радионаушником, съёмным столиком и пепельницей. На подлокотнике есть кнопки вызова бортпроводника, включения освещения и радионаушника. В передних пассажирских купе установлены двухместный и трёхместный диваны, а в заднем два трёхместных. Между диванами находятся откидные столики.
Самолёт оборудован тремя туалетами, два из которых находятся в переднем и заднем пассажирских салонах и один — напротив задней входной двери. Каждый туалет оборудован умывальником, унитазом, ящиком для мусора и шкафчиком для термосов с питьевой водой.
В самолёте работает буфет, который обеспечивает пассажиров в полёте горячей и холодной пищей. Он оснащён шкафом для контейнеров с продуктами, тремя электроплитами, двумя электрокофеварками, электродуховым шкафом, термосами для продуктов и холодильником для бутылок. Часть кухонного оборудования установлена рядом с буфетом в переднем входном тамбуре, здесь же находятся сиденья бортпроводников.
Для размещения верхней одежды пассажиров имеются два гардероба в переднем салоне и один — в среднем. Пассажирские салоны и купе оснащены верхними багажными полками для ручной клади.

## Лётно-технические характеристики Ан-10А
- Размах крыла, м 38,014
- Длина самолёта, м 34,00
- Высота самолёта, м 9,83
- Площадь крыла, м² 121,73
- Масса, кг
  - пустого самолёта 32 500
  - максимальная взлётная 54 000
  - топлива 10780
- Тип двигателя 4 ТВД АИ-20А
- Мощность, л. с. 4×4000
- Максимальная скорость, км/ч
  - на высоте 675
  - у земли 520
- Перегоночная дальность, км 4000
- Практическая дальность, км 2000
- Практический потолок, м 10000
- Экипаж, чел. 5 (командир, 2-й пилот, штурман, бортмеханик, бортрадист)
- Полезная нагрузка: 112 пассажиров (в десантном варианте 100 парашютистов; в грузовом - 14000 кг груза)

## Ошибки в конструкции Ан-10, приведшие к катастрофам
С Ан-10 произошёл ряд катастроф (смотри ниже). Самолёт был сложен в пилотировании в условиях обледенения, что делало его пилотирование в зимний период крайне опасным. В первых двух катастрофах, произшедших с этим самолётом, при посадке произошли неожиданные резкие «клевки» вниз, привёдшие к столкновению с землёй.
Не менее опасной была заложенная в конструкции ошибка, привёдшая к двум катастрофам под Ворошиловградом и Харьковом. В результате их расследования было установлено, что гибкое крыло Ан‑10 создаёт остаточные напряжения на лонжероне, которые постепенно разрушают его. На лонжероне для снижения веса применялось химическое фрезерование, которое увеличило вероятность возникновения усталостных трещин в концентраторах напряжений.
В 1973 году было принято решение о прекращении эксплуатации на линиях «Аэрофлота» всех самолётов типа Ан‑10. В ВВС и в предприятиях Министерства авиационной промышленности самолёты ещё летали некоторое время. Затем большая часть самолётов была пущена на слом, некоторые были установлены в различных городах СССР как памятники или просто на детских площадках.
На Ан‑12, выпущенных позже и допущенных к полётам, были установлены датчики на лонжерон; немало[сколько?] Ан‑12 продолжают летать в настоящее время[когда?].

## Современное состояние
До сегодняшнего дня сохранился единственный самолёт Ан-10А (борт СССР-11213), который хранится в авиационном музее в Монино.
- С 1976 по сентябрь 1996 года СССР-11200 находился в Куйбышеве (Самаре), в парке имени Юрия Гагарина в качестве детского кинотеатра «Антошка». Утилизирован в 1990-х гг. в связи с неудовлетворительным состоянием[7].
- Детский кинотеатр, позже тир, из списанного Ан‑10 существовал в Воронеже в парке Советского района, в 1996 году разобран на металлолом.
- Во Львове аналогичный кинотеатр «Самолёт» просуществовал до конца 1980-х годов.
- До начала 1980-х годов на базе Ан-10 существовал детский кинотеатр «Антей» в Таганроге, в сквере Комсомольского переулка.
- В Омской области в пионерлагере имени Гастелло.
- Детский кинотеатр «Полёт» существовал на базе Ан-10, в парке имени Ю. А. Гагарина, в г. Комсомольск-на-Амуре. В начале 1990-х был сожжён вандалами.
- В Краснодаре в Первомайском парке (ныне - Чистяковская роща) до конца 1980-х годов стоял АН-10, переоборудованный под детский кинотеатр «Аннушка». На сегодняшний день сохранились элементы фюзеляжа борта СССР-11192, которые принадлежат частному лицу[8]. 20 апреля 2025 года утилизированы.[9]
- На служебной территории аэропорта города Мирный находится фюзеляж самолёта Ан-10 СССР-11169, приспособленный под складское помещение. 12 октября 1969 года при посадке в а/п Мирный этот самолёт получил повреждения (по вине наземных служб) и был списан.
- До 2008 в Новосибирске (Чкаловец) сохранялся СССР-11156, но в 2008 был разделан.
- До конца 1990-х, на аэродроме бывшего РКИИГА сохранялся СССР-11171.
- До 1993 в Киеве, на Воздухофлотском проспекте 41 стоял «СССР-11139», как детский кинотеатр «Орлёнок». Сожжён в ноябре 1993, утилизирован в «Жулянах» в 1994[10].
- С 1977 до поздних 1990-х гг., переоборудованный под кафе самолёт Ан-10А стоял в Кишинёве, в парке «Городской парк культуры и отдыха имени Ленина» (сейчас - «Долина роз»)[11].
- До 2003 года в Ульяновске (на учебном аэродроме Академии ГА) оставался сравнительно целый фюзеляж СССР-11154.
- До 1995 года в Липецке. После снятия с эксплуатации в 1977 году был установлен в парке имени В. Скороходова (ныне «Быханов сад»). Использовался, как детский кинотеатр. С 1979 года использовался как тир. Сожжён осенью 1994 года. Демонтирован и утилизирован весной 1995 года.
- До 1997 года — в Харькове. С 1976 года установлен в ПКиО имени Маяковского. Переоборудован под зал игровых автоматов. Распилен на металл после сожжения в 1997 г.
- До конца 1990-х в Туле в а/п Клоково располагался Ан-10А СССР-12947, снятый с эксплуатации. Окончательно утилизирован примерно в 2000 году.
- В июне 1977 г. СССР-11175 перелетел в Кемерово, где был установлен, как авиапамятник в парке "Антошка" на пр.Ленина. Использовался как детский кинотеатр «Антошка», позже как пункт проката. Сожжён. Утилизирован осенью 1998 г.[12].

## Модификации
| Название модели | Краткие характеристики, отличия. |
| --------------- | --- |
| Ан-10А          | С удлинённым пассажирским салоном (длина фюзеляжа осталась прежней) и с двигателями АИ-20А, а затем АИ-20К. Машина выпускалась сначала в компоновке на 100 пассажирских мест, впоследствии их число было доведено до 112.                                                                                               |
| Ан-10Б          | С обновлённым радиооборудованием и изменённой компоновкой салона, вмещавшего до 132 пассажиров. |
| Ан-10В          | Проект с удлинённым на 6 м фюзеляжем, вмещавшим до 174 пассажиров. |
| Ан-10ВКП        | Воздушный командный пункт, оснащённый аппаратурой спецсвязи для управления войсками. В такой вариант было переоборудовано несколько самолётов, принадлежавших ВВС. |
| Ан-10Д          | Проект увеличенной дальности. Использование свободных отсеков крыла для размещения топлива повышало дальность полёта до 3650 км. Проект не был реализован. |
| Ан-10ТС         | Военно-транспортный самолёт, грузоподъёмностью 14500 кг, способный десантировать личный состав ВДВ в воздухе. |
| Ан-16           | Проект для перевозки 130 пассажиров с багажом, почты и грузов общей массой до 14 000 кг на расстояние 2000 км. Увеличение кресел достигалось за счёт трёхметровой цилиндрической вставки в фюзеляж базового самолёта. Предложен в 1957 году, но его реализация была отложена в связи с загруженностью другими работами. |

## Катастрофы
По данным сайта Aviation Safety Network по состоянию на 15 марта 2019 года в общей сложности в результате катастроф и серьёзных аварий были потеряны 14 самолётов Ан-10. Всего в этих происшествиях погибло 373 человека.
| Дата       | Бортовой номер | Место катастрофы | Жертвы  | Краткое описание |
| ---------- | -------------- | ---------------- | ------- | --- |
| 16.11.1959 | 11167          | Львов            | 40/40   | Внезапное резкое снижение (с потерей управления) при заходе на посадку, предположительно из-за обледенения стабилизатора при полностью выпущенных закрылках.                                                   |
| 26.02.1960 | 11180          | Львов            | 32/33   | Внезапное резкое снижение (с потерей управления) при заходе на посадку, предположительно из-за обледенения стабилизатора при полностью выпущенных закрылках.                                                   |
| 27.01.1962 | 11148          | Ульяновск        | 13/14   | Разбился через полторы минуты после взлёта ночью из-за потери скорости в результате выключения двигателя № 4 вследствие конструктивных недостатков гидросистемы двигателя. Тренировочный полёт без пассажиров. |
| 28.07.1962 | 11186          | у Сочи           | 81/81   | Столкновение с горой в результате ошибки диспетчера. |
| 08.02.1963 | 11193          | Сыктывкар        | 7/7     | Обледенение и отказ трёх двигателей в результате попадания в них льда. Тренировочный полёт без пассажиров. |
| 08.08.1968 | 11172          | Мирный           | 0/н. д. | Грубая посадка накануне в Иркутске, которая привела к разрушению левой стойки шасси, при посадке крылом задет топливозаправщик.                                                                                |
| 12.10.1969 | 11169          | Мирный           | 0/н. д. | Посадка на обледеневшую ВПП. |
| 15.05.1970 | 11149          | Кишинёв          | 11/11   | Потеря управления и падение во время ухода на второй круг на двух двигателях (с имитацией отказа). На борту самолёта находились курсанты из Ульяновской ШВЛП. Тренировочный полёт без пассажиров.              |
| 08.08.1970 | 11188          | близ Кишинёва    | 1/114   | Пожар двигателя № 4, аварийная посадка в поле. Самолёт получил значительные повреждения. |
| 31.03.1971 | 11145          | у Ворошиловграда | 64/64   | Разбился при заходе на посадку. По неустановленным причинам разрушилось крыло (версии: усталостные трещины металла либо взрыв паров топлива)                                                                   |
| 12.10.1971 | 11137          | Кишинев          | н. д.   | Грубая посадка. |
| 30.04.1972 | 11159          | Внуково          | 0/н. д. | Грубая посадка. |
| 18.05.1972 | 11215          | у Харькова       | 122/122 | Разрушился в воздухе при снижении. Усталостные трещины в элементах силовой конструкции крыла (стрингерах). |

## Похожие самолёты
Ил-18